# Буковина — земля украинская
«Буковина — земля украинская» — советский документальный информационно-пропагандистский фильм 1940 года, снятый режиссёрами Александром Довженко и Юлией Солнцевой. Дебют Юлии Солнцевой как режиссёра.

## Сюжет
Фильм был создан после присоединения Советским Союзом Северной Буковины, до этого входившей в состав Королевства Румыния, и преследовал цель ознакомления населения СССР с особенностями новоприобретенной территории. 

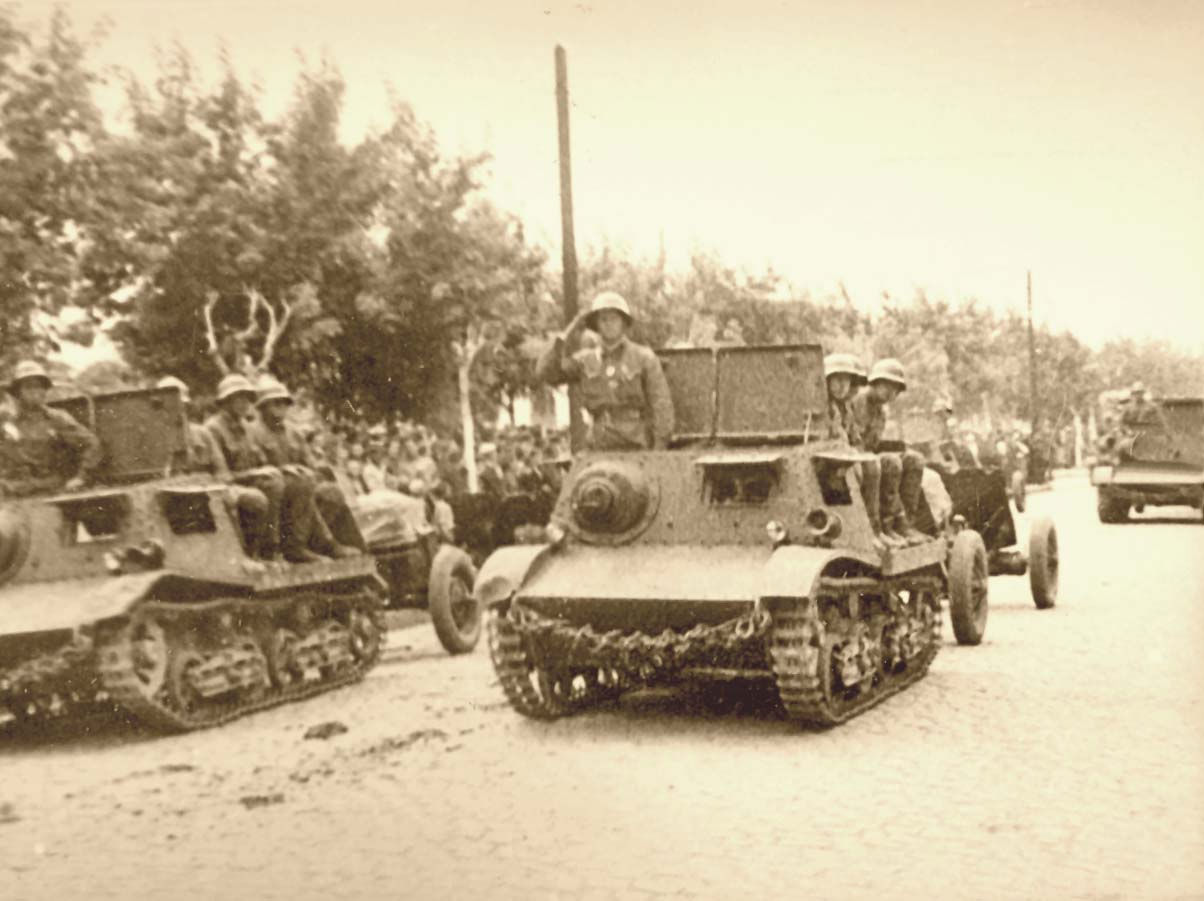
Войска РККА входят в Северную Буковину

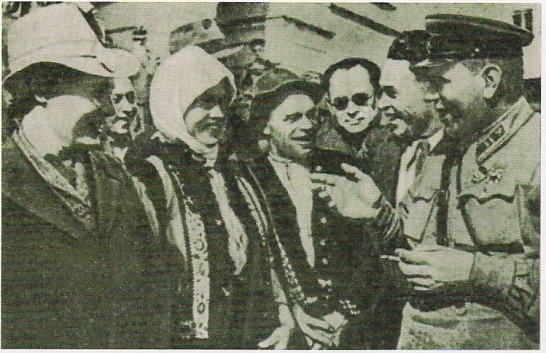
Первые контакты буковинцев и советских офицеров в июне 1940 года

Фильм начинается с исторической справки о вхождении Буковины в состав разных государств, демонстрируются кадры радостной встречи местным населением советских войск. 
Документальный фильм освещает нелёгкую жизнь буковинских крестьян и горожан. 
В получасовой ленте, достаточно полно, отражены особенности жизни буковинцев, отличной от жизни граждан СССР: полностью ручного труда в сельском хозяйстве, смертельно опасного труда плотогонов и лесорубов, принадлежность промышленных предприятий зарубежным владельцам и местным богачам, национальный гнёт румынской власти, ограниченный доступ местных украинцев к высшему образованию.
Значительное время киноленты отведено демонстрации культуры и обычаев буковинцев на примерах: показа буковинской свадьбы и деятельности мастеров народного творчества: резчиков, музыкантов, поэтов, художников, в том числе будущих известных художников: поэтессы Домки Ботушанской и художника-монументалиста Владимира Кокоячука.
Значительное время уделено главному городу края - Черновцам. Главный город Северной Буковины  представлен резиденцией митрополита, синагогой и городским театром.